# Вајн Гроув (Кентаки)
Вајн Гроув (енгл. Vine Grove) град је у америчкој савезној држави Кентаки.

## Демографија
По попису из 2010. године број становника је 4.520, што је 351 (8,4%) становника више него 2000. године.
| Група             | 2000.         | 2010.         |
| Белци             | 3.420 (82,0%) | 3.328 (73,6%) |
| Афроамериканци    | 443 (10,6%)   | 668 (14,8%)   |
| Азијати           | 72 (1,7%)     | 146 (3,2%)    |
| Хиспаноамериканци | 126 (3,0%)    | 198 (4,4%)    |
| Укупно            | 4.169         | 4.520         |